# Calligrapha fulvitarsis
Calligrapha fulvitarsis es una especie de escarabajo del género Calligrapha, familia Chrysomelidae. Fue descrita científicamente por Jacoby en 1891.
Esta especie se encuentra en América Central.